# Emili Vendrell i Ibars
|  | No s'ha de confondre amb Emili Vendrell i Coutier. |

Emili Vendrell i Ibars (Barcelona, Barcelonès, 23 de gener de 1893 – Barcelona, Barcelonès, 1 d'agost de 1962) fou un tenor català, destacat intèrpret de cançons tradicionals catalanes i sarsueles.
Cantant d'origen obrer que als anys 20 i 30 del segle xx va ser un ídol de la joventut catalanista sense distincions de classes ni d'ideologies. Anomenat «la veu del poble», va saber acoblar la passió pel cant amb l'amor a la terra.
Va debutar el 1922 quan es va presentar al Teatre Tívoli amb Don Joan de Serrallonga, de Víctor Balaguer. Format a l'Orfeó Català, actuà al teatre líric amb la interpretació de sarsueles. Del seu repertori destacaren Doña Francisquita (amb més de mil cinc-centes representacions) d'Amadeu Vives i Cançó d'amor i de guerra de Martínez i Valls.
Emili Vendrell fou la veu de tenor més exquisida i de més depurada escola que hi ha hagut a la sarsuela catalana i espanyola. Va aconseguir el rar objectiu de ser sempre admirat i estimat per tots i sobretot per dos públics antagònics: l'exigent, assidu als concerts, i el de la sarsuela, menys format i de gustos no sempre extremats. Va donar caràcter i altura a la cançó catalana, la popular i la dels compositors que van ser els seus mestres i els de la seva generació.

## Biografia
Va néixer al barri del Raval, al carrer de la Cera, núm. 33, fill de Joan Vendrell i de Margarida Ibars, naturals de Tordera. Començà els seus estudis a l'escola de Santa Maria del Mar, quan a penes comptava sis anys. Com que era fill d'una família modesta, hagué de treballar de paleta, ofici del seu pare, la qual cosa no li impedí l'ingrés el 1911 a l'Orfeó Català, del qual ben aviat en fou el solista, paper que desenvolupà durant uns quants anys, i alumne predilecte del mestre Millet. En certa ocasió, mentre treballava en el seu ofici, la Pradesi (cèlebre tiple d'aquella època que es feia anomenar Annunziata Pradesi i de nom real Assumpció Prades- el sentí i el va voler conèixer, amb la intenció d'educar i perfeccionar la seva veu.
Prosseguí les seves activitats amb l'Orfeó, arribant a ésser solista de les famoses audicions de la Passió segons Sant Mateu (1923) i la Gran Missa de Bach, la Novena Simfonia i la Missa de Beethoven, Les Estacions de Haydn, etc. Més tard les circumstàncies l'obligaren a cantar sarsuela, gènere que sabé cultivar amb tota dignitat, ja que si bé vicià la seva perfecta vocalització, no s'abandonà de tal forma que més tard no es trobés capacitat per a manifestar-se en gèneres de major envergadura, com l'òpera i el lied.

### Debut
La bellesa de la seva veu, la manera exquisida de cantar i la seva bona planta, no van passar pel alt al filòsof i humorista Francesc Pujols, protector de l'Orfeó Català i gran amic de Millet, que va arribar a la conclusió que el camí artístic de Vendrell havia de passar pel teatre líric. Una empresa constituïda per Miquel Pons, Josep Santpere i Pepe Bergés, quan havien fet diners a l'Español amb el vodevil, volien projectar una temporada lírica catalana. Van decidir inaugurar la temporada amb una estrena adaptada per a l'escena per Pujols: Don Joan de Serrallonga, amb text de Víctor Balaguer i música d'Enric Morera i Viura. En aquesta obra debutà Vendrell al Teatre Tívoli de Barcelona, el 10 d'octubre de 1922, al costat del baríton Sagi Barba.
L'any següent, a Madrid, estrenà amb gran èxit Los gavilanes. Això feu que la seva fama s'estengués a la resta de la península. Més tard viatjà per tot Europa Occidental, Amèrica del Sud i Central. La seva fama augmentà encara més, en donar popularitat a les cançons més senzilles del repertori català, com ara Pel teu amor (Rosó) i L'emigrant, aquesta sobre text de Verdaguer, i alguns dels petits lieder d'Apel·les Mestres, com La taverna d'en Mallol, però també fou intèrpret de moltes cançons de Franz Schubert.
Vendrell va cantar per primer cop Doña Francisquita al teatre Nou del Paral·lel el 1924.
Vendrell va incloure excepcionalment en la seva carrera el paper protagonista de Lohengrin de Richard Wagner, en la versió catalana de Joaquim Pena, que va interpretar al Teatre Tívoli de Barcelona entre 12 i el 20 de juliol de 1924, secundat pels cèlebres artistes Conxita Callao, Conxita Corominas, Ricard Fusté, Canut Sabat, Josep Fernàndez, sota la direcció del mestre Antoni Capdevila, cinquanta professors de l'Orquestra del Sindicat Musical de Catalunya, quaranta coristes, banda, nombrosa comparseria i decorats i vestuari del Gran Teatre del Liceu.
No obstant això, la seva gran fama entre les classes populars de Catalunya li vingué arran de les estrenes d'un tipus de sarsuela en català, molt de moda a principis del segle XX: Pel teu amor, de Josep Ribas i Poal i Aregall, i Cançó d'amor i de guerra i Boris d'Eukalia de Martínez i Valls. La seva íntima amistat amb Amadeu Vives el va portar a la sarsuela, a la qual va infondre una qualitat i veracitat musical que, sense les seves interpretacions, moltes vegades no tenia. Amb la seva veu clara i extensa va crear un estil propi, inimitable, que no va tenir rival ni continuació. No seria excessiu afirmar que amb l'absència d'Emili Vendrell el teatre musical espanyol va iniciar un ineluctable ocàs.
Com a curiositat, Amadeu Vives mai va voler que Vendrell estrenés les seves obres. Deia el compositor que era un cantant que frustrava les estrenes, ja que després d'ell tots fracassaven. En canvi, l'aparició del Vendrell en l'escena quan l'èxit començava a declinar, revitalitzava i ampliava la fama de l'obra fins a consolidar-la definitivament en els cartells.

### Consell de guerra
Pel seu catalanisme, quan finalitzà la Guerra Civil, Emili Vendrell fou empresonat pel fet d'haver sigut contractat per la Generalitat, juntament amb el ballarí Joan Magriñà i d'altres artistes, per tal de divulgar, amb el seu art, la cultura catalana per diversos països europeus. Va ser acusat de «rojo», «propagandista», «masón» i «separatista» durant un consell de guerra. La primera sentència va ser de mort. Després de dues apel·lacions, la pena aplicada va ser viure desterrat a València durant cinc anys. Fins i tot el seu advocat li va recomanar no venir per a l'enterrament del seu pare. Després de dos anys i
mig d'exili, li van permetre tornar a Catalunya i va reaparèixer triomfant al teatre Principal amb Doña Francisquita.
A la seva mort l'1 d'agost de 1962 es va pretendre traslladar les restes per a la vetlla al Palau de la Música però les autoritats no van permetre aquest acte per por que s'iniciessin manifestacions i actes de protesta ciutadans. Per tant, només es va poder celebrar un homenatge al desaparegut cinema Padró amb la participació de gairebé tot el barri del Raval i actuacions de Mary Santpere i Ramon Calduch. I és que el cinema Padró es trobava al número 31 del carrer de la Cera i Emili havia nascut i viscut al 33. També es va col·locar una placa a la façana d'aquesta finca que diu: «Emili Vendrell Ibars, cantant de Catalunya, va néixer en aquesta casa el dia 13 de gener de 1893». La placa va ser col·locada després de la mort de Franco, ja que d'altra manera no s'hauria permès una placa dedicada a un «roig, separatista i maçó»
El dia de la seva mort, Guillermo Fernández-Shaw, autor del llibret, va dir: «S'ha mort en Vendrell, s'ha mort Doña Francisquita».

## L'escriptor
Des de molt jove, Vendrell mostrà gran afició a la literatura; és autor d'algunes col·leccions de versos que no han sortit mai a la llum pública, així com d'obres líriques, com La Pintosilla, amb música del mestre Quirós, i Adelaida, també amb intervencions musicals. En català va publicar el poema dramàtic en tres actes El miracle de sant Ponç i El mestre Millet i jo (1952), pàgina de molta importància per al coneixement de l'ambient musical català de la primera meitat del segle xx.
No deixà de servir el seu art amb la major dignitat, tant en les seves manifestacions més populars com en les més elevades, fins al punt que, si en aquestes últimes es pot arribar a més, tampoc se li pot negar correcció i musicalitat. Alhora va poder demostrar que cap gènere popular, absolutament parlant, està renyit amb la qualitat interpretativa, ans al contrari, fins i tot els exigents reconeixen en aquest gènere belleses que, d'una altra manera, es perdrien injustament.
Freqüentà els escenaris lírics de Catalunya, Espanya i l'Amèrica Llatina i també fou apreciat a França, Anglaterra i Itàlia; dugué a terme una meritòria i molt popular tasca de divulgació de la cançó tradicional catalana, en directe i a través de la ràdio i dels enregistraments fonogràfics.
Va tenir un fill, Emili Vendrell i Coutier (1924-1999), que també es va dedicar a la cançó amb el nom d'Emili Vendrell (fill)

## Fons personal
El fons personal d'Emili Vendrell es conserva al Centre de Documentació de l'Orfeó Català.
El fons conté documentació fruit de la seva activitat professional programes, cartells i llibrets d'obres líriques, molts dels quals tenen les anotacions de la Censura Teatral. Alguns dels programes conservats són d'actuacions d'Emili Vendrell Coutier. També s'han conservat diversos esborranys sobre estudis de cant.
Són també interessants els escrits literaris que formaren part de l'activitat creativa del cantant amb poesies, cançons i un conte.
Una de les sèries més voluminoses és la de correspondència, a partir de la qual es pot resseguir la trajectòria personal i professional del tenor. Trobem cartes de personalitats del món cultural i artístic català com: Apel·les Mestres, Lluís Millet, Pau Casals i Adrià Gual, entre molts d'altres.
La documentació de projecció pública és també extensa. Es conserven retalls de premsa i guions radiofònics sobre aspectes artístics i biogràfics del tenor. També s'ha conservat molta documentació referent als diversos homenatges que rebé Vendrell al llarg de la seva vida i després de la seva mort. En aquest sentit, cal destacar el dossiers de la Comissió organitzadora del Centenari del Naixement de l'Emili Vendrell.
La documentació no textual del fons la configuren uns estudis escenogràfics i de vestuari de l'Obra La Pintosilla, així com diverses fotografies familiars i artístiques.
Amb la documentació hi trobem també diversos trofeus i plaques commemoratives.
Al Centre de Documentació i Museu de les Arts Escèniques (MAE) es conserva part de l'arxiu de premsa que testimonia la trajectòria de la "Companyia Dramàtica Emili Vendrell" des de l'any 1927 fins al 1953.